# Merenii de Sus
Merenii de Sus – wieś w Rumunii, w okręgu Teleorman, w gminie Mereni. W 2011 roku liczyła 1180 mieszkańców.